# Monte Biedma
Biedma är ett berg i Antarktis. Det ligger i Västantarktis. Argentina, Chile och Storbritannien gör anspråk på området. Toppen på Biedma är 673 meter över havet.
Terrängen runt Biedma är varierad. Trakten är obefolkad. Det finns inga samhällen i närheten.